# ریو نل‌البا
ریو نل‌البا (به ایتالیایی: Rio nell'Elba) یک کومونه در ایتالیا است که در استان لیورنو واقع شده‌است. ریو نل‌البا ۱۶٫۷ کیلومتر مربع مساحت و ۱٬۱۸۵ نفر جمعیت دارد و ۱۶۵ متر بالاتر از سطح دریا واقع شده‌است.